# Paroxítona
Classificam-se como paroxítonas ou graves as palavras cujo acento tônico encontra-se na sua penúltima sílaba. Também são chamadas de palavras graves.
A acentuação gráfica em palavras paroxítonas segue as seguintes regras (sendo acentuadas com acento agudo as vogais abertas e com acento circunflexo as vogais fechadas):
- Acentuam-se as vogais a, e, i, o ou u das sílabas tónicas dos vocábulos paroxítonos terminados em -l, -n, -r, -x e -ps (e o plural desses vocábulos, que muitas vezes se tornam proparoxítonos):

Ex: açúcar, afável, âmbar, almíscar, amável, lamentável, alúmens, cálix, têxtil, cadáver, córtex, dócil, dúctil, éter, Tânger, fénix, fóssil, hífen, ímpar, réptil, dólmen, plâncton,      éden, líquen, lúmen, tórax, bíceps, fórceps
- Acentuam-se as palavras paroxítonas terminadas em -ã(s), -ão(s), -ei(s), -i(s), -um, -uns ou -u(s):

Ex: álbum, álbuns, acórdãos, acórdãos, beribéri, bílis, íris, fórum, húmus, júri, lápis, miosótis, oásis, órfã, órfãs, sótão, jóquei, amáveis, fáceis, fósseis, vírus
- Acentuam-se as vogais i ou u que formam sequência com outra vogal, mas que não formam ditongos com ela:

Ex: aí, balaústre, cafeína, cais, contraí-la, distribuí-lo, egoísta, faísca, heroína, juízo, país, peúga, saía, saúde, viúvo
- Acentuam-se as paroxítonas terminadas em ditongos (crescentes ou decrescentes):

Ex: áureo, calúnia, espécie, búzio, mágoa, água, míngua, ágeis, férteis, fósseis, imóveis, pudésseis, quisésseis, tríduo, tínheis, úteis, variáveis
- Existem casos que, mesmo respeitando as regras acima, não têm acento gráfico. Estes casos são:
- Em vogais i ou u quando, precedidos de vogal que com eles não forma ditongo, são seguidos de l, m, n, r, z ou nh que não iniciam sílabas:

Ex: contribuinte, demiurgo, retribuirdes, tainha, ventoinha
- Em paroxítonas com sílaba tônica com o ditongo oi e ei,[4] e nas formas verbais terminadas em -eem:[5]

Ex: tramoia, jiboia, assembleia, Crimeia, paranoico, veem, creem, deem
- Os prefixos paroxítonos terminados em r:

Ex: hiper, super, inter, ciber.
- Terminadas em tritongo são acentuadas, mas nem todos são acentuados.

Ex: a-pro-pín-quam, de-lín-quam.

## Mais exemplos paroxítonas
- lápis - lá-pis
- cabelos - ca-be-los
- construía - cons-tru-í-a
- bolso - bol-so
- engraçado - en-gra-ça-do
- enrolado - en-ro-la-do
- saúde - sa-ú-de
- esquisito - es-qui-si-to
- bíceps - bí-ceps
- bênção - bên-ção
- revólver - re-vól-ver
- tomada - to-ma-da
- pomada - po-ma-da
- rato - ra-to
- gato - ga-to